# خليج مين
خليج مين هو خليج كبير من المحيط الأطلسي على الساحل الشرقي لأمريكا الشمالية. يحده كيب كود في الطرف الشرقي من ماساتشوستس في الجنوب الغربي وجزيرة كيب سابل في الطرف الجنوبي من نوفا سكوشا في الشمال الشرقي. يشمل الخليج كامل السواحل للولايات الأمريكية نيو هامبشاير وماين وكذلك ماساتشوستس شمال كيب كود والسواحل الجنوبية والغربية للمقاطعات الكندية نيو برونزويك ونوفا سكوشا.
سمي الخليج باسم مقاطعة مين الاستعمارية الإنجليزية المجاورة، والتي من المحتمل أن يطلقها المستكشفون الأوائل على اسم مقاطعة مين في فرنسا. خليج ماساتشوستس وخليج بينوبسكوت وخليج باساماكودي وخليج فندي كلها أذرع لخليج مين.